# László Fidel
László Fidel, född den 29 juni 1965 i Vác, Ungern, är en ungersk kanotist.
Han tog OS-silver i K-4 1000 meter i samband med de olympiska kanottävlingarna 1992 i Barcelona.